# Pavel Ignác Bayer
Pavel Ignác Bayer (1656, Jihlava – 26. prosince 1733, Praha) byl český barokní architekt a stavitel německého původu v období vrcholného baroka.

## Život
Vyučil se roku 1679 na Starém Městě pražském u Franceska Luraga. Projektoval zejména stavby či jejich úpravy pro jezuity v Praze na Starém i na Novém Městě, v Hradci Králové, v Luži a na Svaté Hoře u Příbrami. Dále pracoval pro benediktiny v Břevnově a v Broumově a pro cisterciáky v Sedlci u Kutné Hory. Ze šlechtických rodů byl věrný Schwarzenberkům, na jejichž panstvích pracoval mezi léty 1701–1721. Jako pevnostní architekt navrhl fortifikaci města Chebu. Stavěl také měšťanské domy. Byl představeným a posléze starším mistrem cechu staroměstských zedníků a kameníků a úředníkem desetipanského úřadu.

## Dílo (výběr)

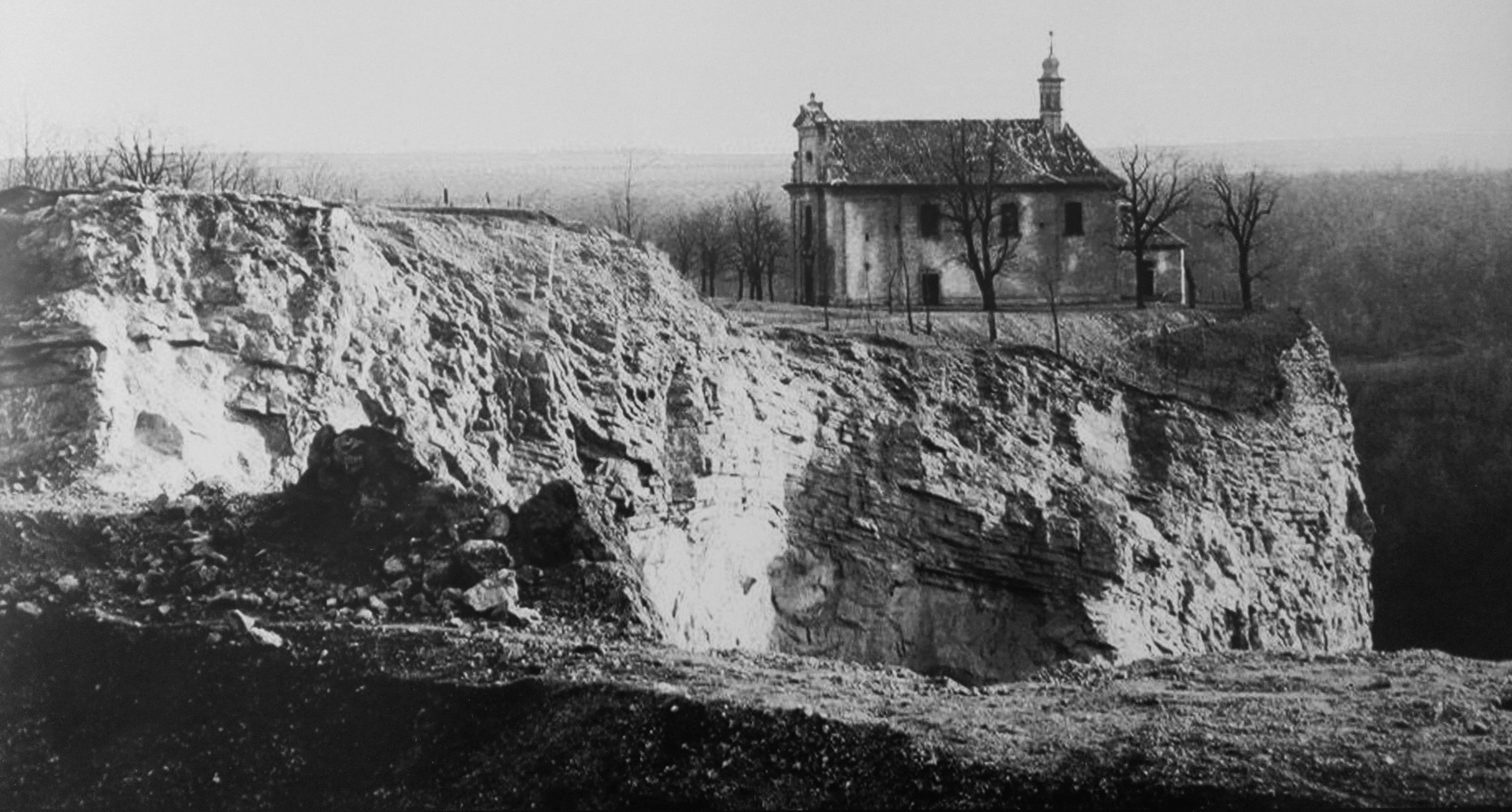
Kostel svatého Prokopa (Prokopské údolí), Praha

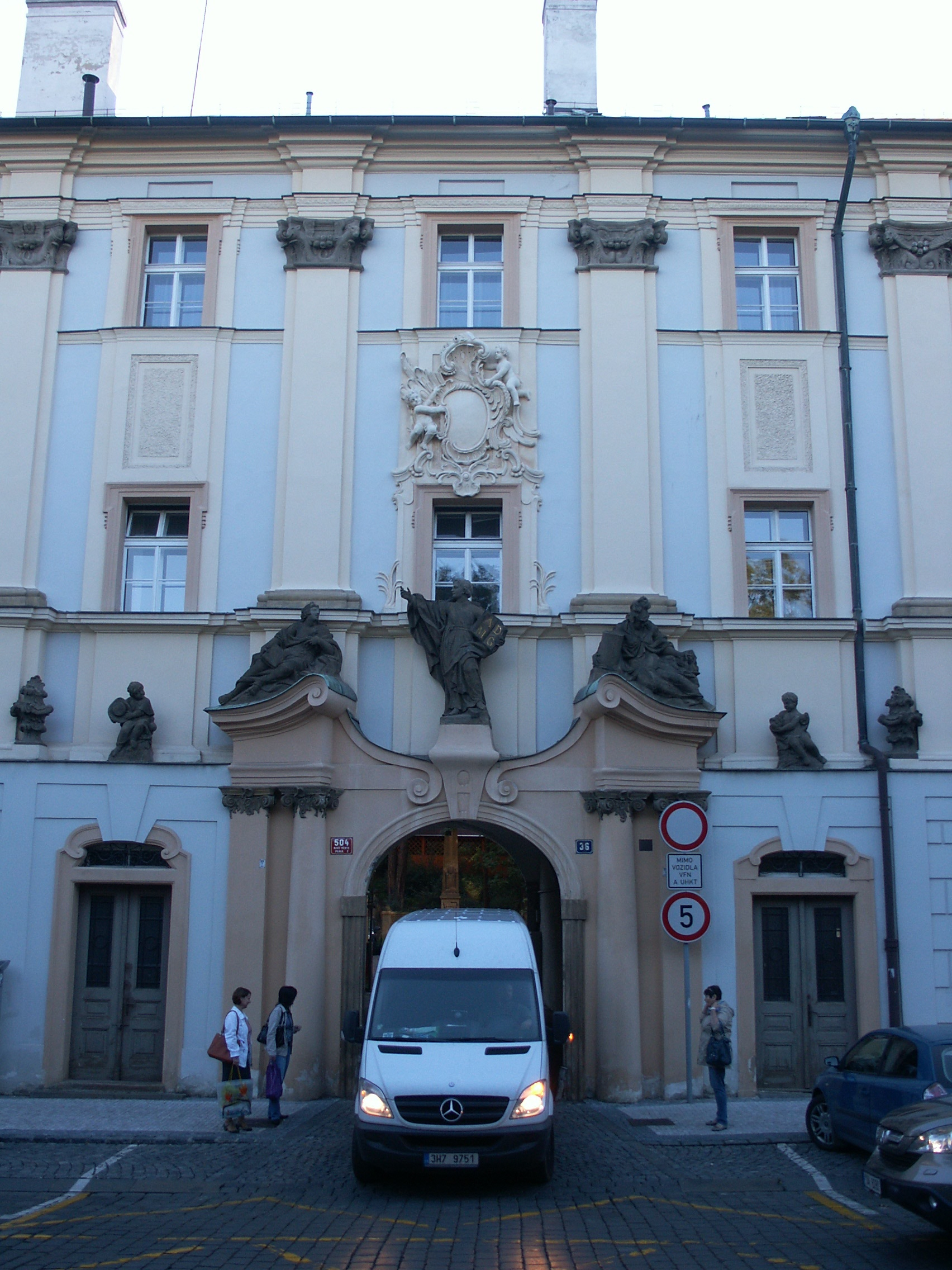
Jezuitská kolej, Karlovo náměstí, Praha

- neuskutečněný návrh na stavbu kostela a kláštera benediktinů v Břevnově (1703–1708), zcela přepracoval Kryštof Dientzenhofer
- kostel svatého Ignáce z Loyoly (Praha) – průčelí, portikus a věž (1697–1699)
- dostavba Jezuitské koleje, Praha, 1687–1702[2]
- pravoslavný chrám svatých Cyrila a Metoděje (původně svatého Karla Boromejského) v Resslově ulici na Novém Městě pražském
- zámek Ohrada v Hluboké nad Vltavou
- poutní kostel Panny Marie na Chlumku v Luži u Košumberka[3]
- přestavba postoloprtského zámku v letech 1706–1716[4]
- kostel svatého Prokopa (Prokopské údolí), Praha, 1711–12[5]
- přestavba věže kostela svatého Martina v Břvanech na Lounsku[6]
- přestavba protivínského zámku v letech 1719–1720[7][8]
- průčelí kostela sv. Havla v Praze na Starém Městě, 1722–1724